# Plesiopithecus
 Plesiopithecus  ist eine ausgestorbene Gattung der Primaten, die vor rund 34 Millionen Jahren im Gebiet der heutigen Fossillagerstätte Fayyum in Ägypten vorkam. Die Gattung und ihre bislang einzige Art, Plesiopithecus teras, wurden im Jahr 1992 anhand der gut erhaltenen rechten Hälfte eines bezahnten Unterkiefers beschrieben. Das Fossil – 1992 der einzige Beleg für die Gattung – wurde zugleich aufgrund seiner Merkmale in die Nähe der frühen Menschenartigen gestellt. 1994 wurde diese Zuordnung jedoch nach dem Fund eines Schädels revidiert und die Gattung den Loriartigen zugeordnet.

## Namensgebung
Die Bezeichnung der Gattung Plesiopithecus ist abgeleitet von den griechischen Wörtern πλησίος, altgr. ausgesprochen plēsíos („nahe, fast“) und πίθηκος, altgr. ausgesprochen píthēkos („Affe“). Das Epitheton der Typusart, teras, (τέρας, téras) ist ebenfalls dem Altgriechischen entlehnt und steht sinngemäß für „verwunderlich“. Plesiopithecus teras bezeichnet demnach eine Art, die den Affen – der Erstbeschreibung zufolge – erstaunlich nahezustehen schien.

## Erstbeschreibung
Der Erstbeschreibung von Gattung und Typusart lag als Holotypus die fast vollständig erhaltene rechte Hälfte eines Unterkiefers zugrunde (Sammlungsnummer CGM 42291), in dem der Eckzahn, die Prämolaren und die drei Molaren (M1 bis M3), ferner der größte Teil des aufsteigenden Unterkieferasts (Ramus mandibulae) mit dem Kronfortsatz (Processus coronoideus mandibulae) erhalten geblieben sind. Fundstelle war der als lower sequence bekannte, untere Fundhorizont der Gebel Qatrani Formation von Quarry L-41. Als besonders auffälliges Merkmal des Unterkiefers wurde der sehr große und relativ flach liegende und nach außen gerichtete Eckzahn hervorgehoben, dessen Gestalt von allen anderen bislang aus der Fundstelle L-41 bekannten Unterkieferfunden abweiche. Ferner wurde angemerkt, dass die Molaren Ähnlichkeiten mit Catopithecus und Proteopithecus sowie Parapithecus aufweisen. Wegen der ungewöhnlich flach liegenden Eckzähne und einiger Merkmale der Molaren wurde 1992 in der Erstbeschreibung darauf verzichtet, die Gattung einer bestimmten Familie zuzuordnen; verortet wurde die Gattung jedoch innerhalb der Überfamilie der Menschenartigen.
Aus der gleichen Fundstätte geborgen und gemeinsam mit Plesiopithecus erstmals beschrieben wurden die beiden neu eingeführten Gattungen Serapia und Arsinoea.

## Weitere Funde
Im Oktober 1994 wurde die ursprüngliche Diagnose und insbesondere die Zuordnung zu den Menschenartigen revidiert. Hierzu trugen insbesondere die Merkmale eines 1993 entdeckten, zerbrochenen, aber recht vollständigen Schädels mit erhaltenen Oberkiefer-Zähnen (Sammlungsnummer DPC 12393) sowie ein vollständig bezahnter linker Unterkiefer (DPC 11636) bei. Diesen Fossilien zufolge gehört Plesiopithecus zur Gruppe der frühen Loriartigen, die zunächst beschriebenen Ähnlichkeiten der Unterkieferzähne mit beispielsweise Catopithecus und Proteopithecus wurden nunmehr als Konvergenzen interpretiert. Innerhalb der Loriartigen ähnele Plesiopithecus jedoch weder frühen Vertretern der Koboldmakis noch der Lemuren, weswegen Elwyn L. Simons und David Tab Rasmussen die Gattung der neu eingeführten Familie der Plesiopithecidae zuordneten und diese Familie in eine gleichfalls neu eingeführte Überfamilie der Plesiopithecoidea stellten.
Die stattliche Größe der Augenhöhle wurde dahingehend interpretiert, dass die Tiere der Gattung vermutlich überwiegend nachtaktiv waren. Ernährt haben sich die Tiere, abgeleitet von der Gestalt ihrer Zähne, in erster Linie von Früchten.

## Belege
1. 1 2 3  Elwyn L. Simons: Diversity in the early tertiary anthropoidean radiation in Africa. In: PNAS. Band 89, Nr. 22, 1992, S. 10743–10747, doi:10.1073/pnas.89.22.10743, Volltext (PDF).
2. 1 2 3  Elwyn L. Simons und David Tab Rasmussen: A remarkable cranium of Plesiopithecus teras (Primates, Prosimii) from the Eocene of Egypt. In: PNAS. Band 91, Nr. 21, 1994, S. 9946–9950, doi:10.1073/pnas.91.21.9946, Volltext (PDF).
3. ↑  E. ChristopherKirk und Elwyn L. Simons: Diets of fossil primates from the Fayum Depression of Egypt: a quantitative analysis of molar shearing. In: Journal of Human Evolution. Band 40, Nr. 3, 2001, S. 203–229, doi:10.1006/jhev.2000.0450.